# Anomalluma
Die Pflanzengattung Anomalluma gehört zur Unterfamilie der Seidenpflanzengewächse (Asclepiadoideae) in der Familie der Hundsgiftgewächse (Apocynaceae). Diese Gattung enthält nur zwei sukkulente Arten.

## Beschreibung

### Vegetative Merkmale
Anomalluma-Arten wachsen als stammsukkulente ausdauernde Pflanzen. Die sukkulenten, 0,4 bis 1 cm breiten und 10 bis zu 60 cm langen, grünen, zylindrischen Sprossachsen sind unregelmäßig warzig oder mosaikartig strukturiert und besitzen vier sehr scharfen Kanten. Sie enthalten klaren Milchsaft. Anomalluma mccoyi bildet aus dem teilweise unterirdischen, unteren Teil der Sprossachse und dem Hypocotyl eine Knolle aus.
Die zu fleischigen, fast kreisförmigen Schuppen reduzierten Blätter fallen früh ab. Nebenblätter fehlen.

### Blütenstände und Blüten
An den Internodien des oberen Bereiches der Sprossachse stehen pseudodoldige Blütenstände mit jeweils nur drei Blüten, von denen sich zwei gleichzeitig öffnen. Blütenstandsachsen und Blütenstiele sind glatt. Die säuerlich riechenden Blüten sind zwittrig, radiärsymmetrisch, fünfzählig mit einem doppelten Perianth. Die fünf eiförmigen Kelchblätter sind etwa so lang wie die Kronröhre und an ihrer Basis verwachsen. Die fünf 3 bis 4 mm langen, fleischigen Kronblätter sind flach ausgebreitet und zwischen einem Viertel bis zur Hälfte ihrer Länge verwachsen. Die Innenseite der Kronblätter ist kastanienfarben und die Außenseite ist grün. Die purpurfarbene Nebenkrone ist in staminale und interstaminale Nebenkrone gegliedert. Die aufrechten Pollinien sind D-förmig. Es sind zwei glatte, freie, oberständige Fruchtblätter vorhanden. Der Narbenkopf ist weiß. Es wird Nektar gebildet.

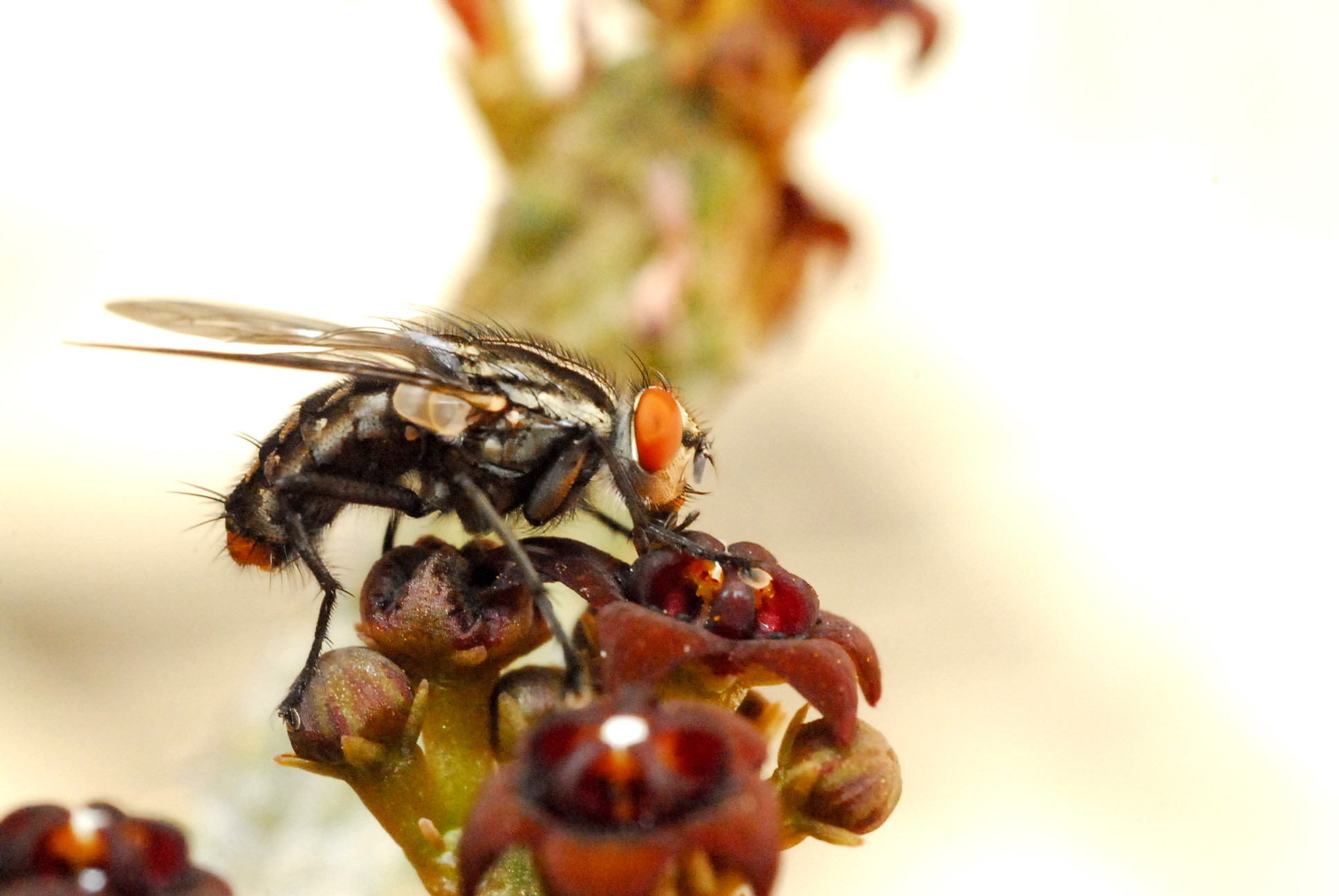
Anomalluma dodsoniana: Blüte mit Fliege

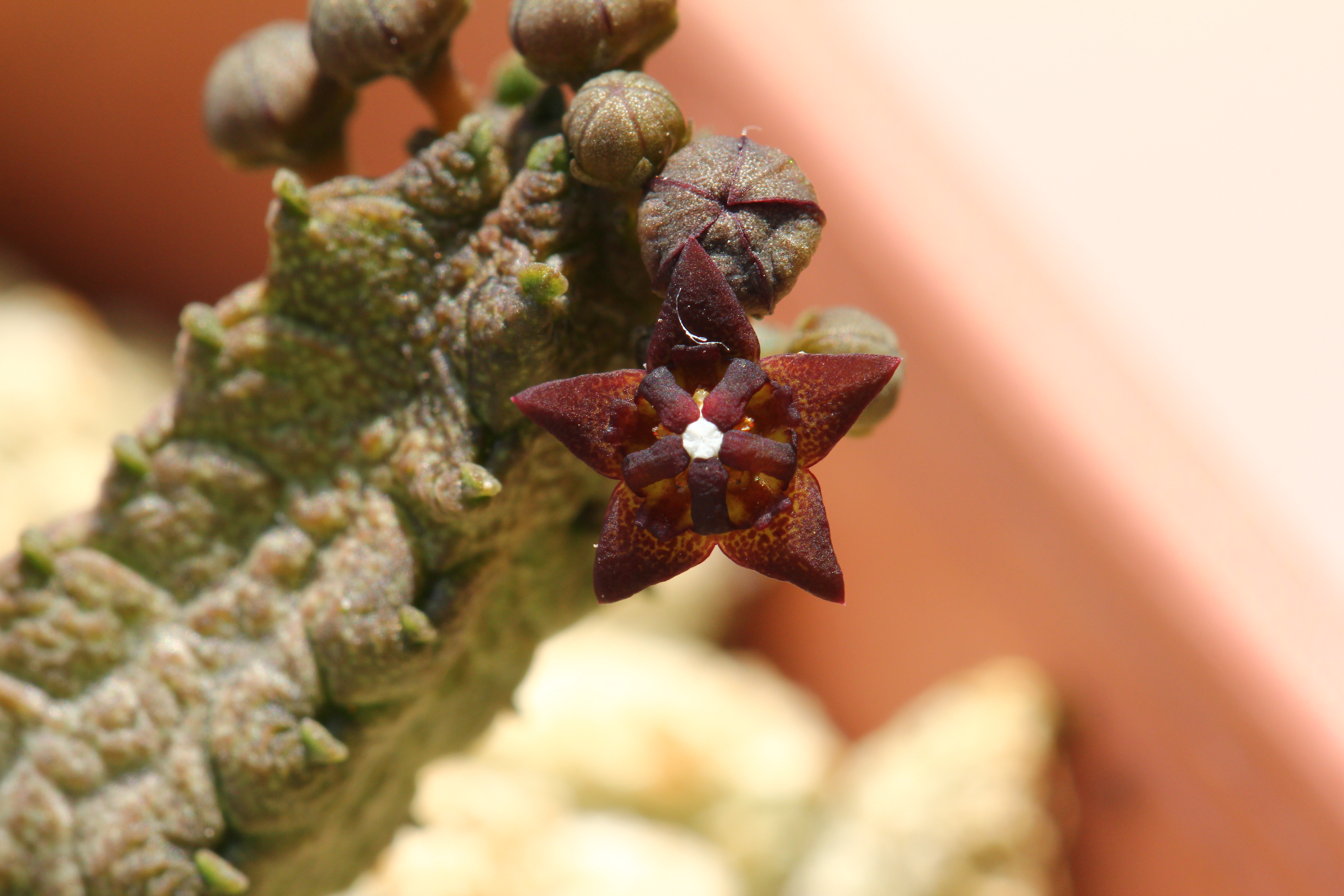
Anomalluma mccoyi

### Früchte und Samen
Die Balgfrüchte stehen meist paarig zusammen oder bei Anomalluma mccoyi nicht selten einzeln. Die glatten, im Querschnitt eiförmigen Balgfrüchte sind ohne Kanten, mit einem Durchmesser von 2,5 bis 5 mm schlank und 2 bis 4 cm lang.

### Chromosomenzahlen
Die Chromosomenzahlen betragen 2n = 22.

## Systematik und Verbreitung
Das Verbreitungsgebiet ist nur Somalia und Oman bis in den südlichen Jemen.
Die Gattung Anomalluma wurde 1993 von Darrel Charles Herbert Plowes in Anomalluma Plowes: A new generic name for Caralluma dodsoniana Lavranos (Stapelieae-Asclepiadaceae)., in Cactus and Succulent Journal (Los Angeles), 1993, 65, S. 167–168 aufgestellt. Typusart ist Anomalluma dodsoniana (Lavranos) Plowes. Diese Art wurde 1995 in Pseudolithos dodsoniana (Lavranos) Bruyns & Meve von Peter V. Bruyns und Ulrich Meve in Edinburgh. J. Bot., 52, 202 umbenannt; dann wurde sie wieder in die Gattung Caralluma gestellt. Ulrich Meve und Sigrid Liede-Schumann stellten 2002 wieder zwei Arten in die Gattung Anomalluma.
Die Gattung Anomalluma gehört zur Subtribus Stapeliinae aus der Tribus Ceropegieae in der Unterfamilie Asclepiadoideae innerhalb der Familie der Apocynaceae.
Es gibt derzeit zwei Anomalluma-Arten:
- Anomalluma dodsoniana (Lavranos) Plowes (Syn.: Pseudolithos dodsonianus (Lavranos) Bruyns & Meve): Sie kommt im nördlichen Somalia und im Jemen vor.[2]
- Anomalluma mccoyi (Lavranos & Mies) Meve & Liede (Syn.: Pseudolithos mccoyi Lavranos & Mies): Sie kommt auf der südlichen Arabischen Halbinsel vor.[2]